# یحیی‌آباد (بردسکن)
یحیی‌آباد نام روستایی از توابع بخش انابد شهرستان بردسکن در استان خراسان رضوی است. این روستا در دهستان صحرا قرار دارد و براساس سرشماری سال ۱۳۸۵ جمعیت آن ۷ نفر (۵ خانوار) بوده است.